# Грузинская демократическая республика
Грузи́нская демократи́ческая респу́блика, Демократи́ческая респу́блика Гру́зия (груз. საქართველოს დემოკრატიული რესპუბლიკა — Сакартвелос Демокӏратӏиули Респӏубликӏа) (1918—1921) — самостоятельное грузинское государство, республика, провозглашённая на основании Акта о независимости Грузии от 26 мая 1918 года в результате распада Закавказской демократической федеративной республики.
Включала территории Кутаисской и Тифлисской губерний, Батумской области и Сухумского округа бывшей Российской империи.
Ведущую роль в политической жизни Грузинской Республики играла Социал-демократическая партия Грузии (меньшевики).
В результате вторжения большевиков и советизации Грузии весной 1921 года Грузинская демократическая республика была ликвидирована, на её территории была установлена советская власть и провозглашена Социалистическая Советская Республика Грузия, которая позже вошла в состав ЗСФСР (1922—1936), с 1936 года — отдельная союзная республика в составе СССР.

## Предыстория
Созданное в результате Февральской революции в России Временное правительство 9 (22) марта 1917 сформировало в Тифлисе для управления Закавказьем Особый Закавказский комитет (ОЗАКОМ), состоявший из членов 4-й Государственной думы, представлявших буржуазно-националистические партии. Большинство в Советах депутатов на территории Грузии принадлежало Социал-демократической партии, поддерживавшей Временное правительство.
Революция вызвала хаос и брожение в войсках Кавказского фронта. Большинство противостоявших им турецких войск было отведено на юг для отражения ударов британских войск в Палестине и Месопотамии. В течение 1917 года русская армия постепенно разлагалась, солдаты дезертировали, отправляясь по домам, и к осени Кавказский фронт оказался развален полностью.
После большевистского переворота в Петрограде, ОЗАКОМ был сменён Закавказским комиссариатом — правительством Закавказья, созданным в Тифлисе 15 (28) ноября 1917. В него вошли представители грузинских меньшевиков, эсеров, армянских дашнаков и азербайджанских мусаватистов. По отношению к Советской России и партии большевиков Закавказский комиссариат занял откровенно враждебную позицию, поддерживая все антибольшевистские силы Северного Кавказа — на Кубани, Дону, Тереке и в Дагестане в совместной борьбе против Советской власти и её сторонников в Закавказье.

## История

### Создание Грузинской Демократической Республики

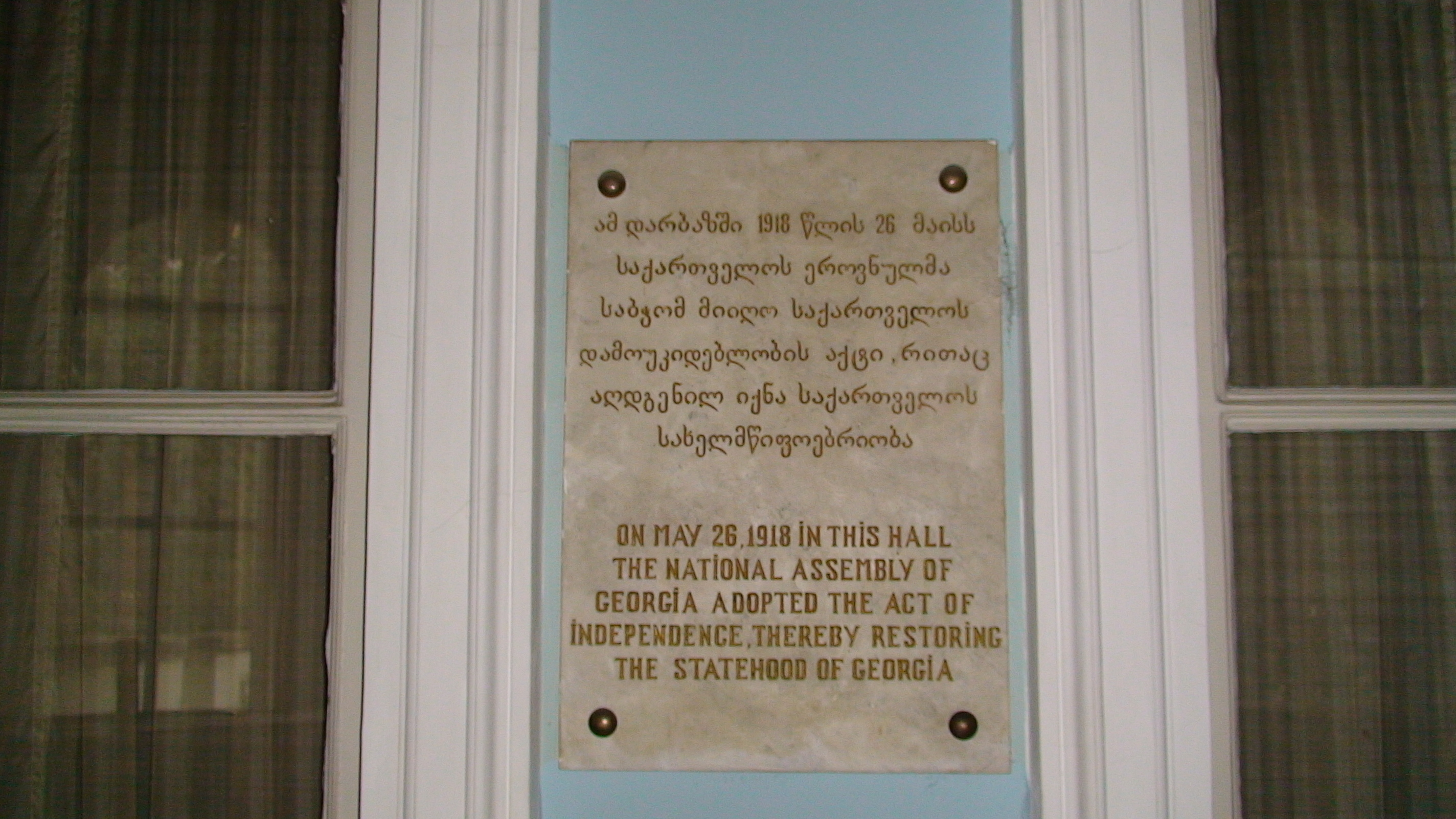
Мемориальная табличка: «26 мая 1918 года в этом зале Национальный совет Грузии принял декларацию о независимости, тем самым восстановив грузинскую государственность»

10 (23) февраля 1918 года в Тифлисе был созван Закавказский сейм. В этот законодательный орган вошли депутаты, избранные от Закавказья во Всероссийское Учредительное собрание, и представители местных политических партий. 3 (16) марта был подписан Брестский мир, по которому Турции отходили от бывшей Российской империи населённые грузинами и армянами области Батума, Карса и Ардагана. Грузинские и армянские представители в Закавказском сейме отвергли подписанный русскими большевиками Брестский мир, объявив, что считают себя в состоянии войны с Турцией.
Турецкие войска после длительного перемирия, длившегося с 5 (18) декабря 1917 г., перешли в наступление. 11 марта пал Эрзерум, 13 апреля — Батуми. Военные неудачи вынудили закавказское правительство просить о возобновлении мирных переговоров, но Турция в качестве предварительного условия потребовала официального объявления независимости Закавказья и выхода его из состава России. 9 (22) апреля Сейм принял резолюцию о провозглашении Закавказья независимой Закавказской Демократической Федеративной Республикой (ЗДФР). Тем временем турки продолжали продвижение, заняв в течение двух месяцев Карс, Ардаган, Батуми, Озургети, Ахалцихе. Правительство ЗДФР, не располагая силами для отпора турецкому наступлению, было вынуждено пойти на мирные переговоры (при посредничестве Германии).

Акт о государственной независимости Грузии (1918)

Переговоры, продолжавшиеся в Батуми с 11 мая по 26 мая, выявили острые внешнеполитические разногласия между Национальными советами Грузии, Армении и Азербайджана, что в конце концов привело к созданию отдельных национальных государств. На переговорах Турция предъявила ещё более тяжёлые условия, чем предусматривал Брестский договор, — Закавказье должно было уступить Турции две трети территории Эриванской губернии, Ахалцихский и Ахалкалакский уезды Тифлисской губернии, а также контроль над Закавказской железной дорогой.
В этой ситуации Национальный совет Грузии обратился за помощью и покровительством к Германии. Германское командование охотно откликнулось на это обращение, поскольку Германия ещё в апреле 1918 подписала с Турцией секретное соглашение о разделе сфер влияния в Закавказье, согласно которому Грузия и без того находилась в сфере влияния Германии. Германские представители посоветовали Грузии незамедлительно провозгласить независимость и официально просить Германию о покровительстве, чтобы избежать турецкого нашествия и гибели.
24-25 мая 1918 года на заседании исполкома Национального совета Грузии это предложение было принято. 26 мая Закавказский сейм объявил о самороспуске. В тот же день свою независимость провозгласила Грузия (Грузинская Демократическая Республика), 28 мая — Азербайджан. 28 мая Армянский национальный совет в Тифлисе с неохотой объявил себя «верховной и единственной властью армянских уездов».
Председателем первого (коалиционного) правительства Грузинской Демократической Республики был избран Н. В. Рамишвили. В него вошли грузинские меньшевики Е. П. Гегечкори, Н. Н. Жордания, А. И. Чхенкели, И. Г. Церетели и др., а также социалисты-федералисты и национал-демократы. Позднее в правительстве, которое возглавил Н. Жордания, остались только «меньшевики».
21 февраля 1921 года на очередном съезде Учредительного Собрания Грузии была принята Конституция Грузинской Демократической Республики.

### Иностранная военная интервенция
Уже 28 мая Грузия и Германия подписали договор, по которому трёхтысячный экспедиционный корпус под командованием Фридриха Кресс фон Крессенштайна был переброшен по морю из Крыма в грузинский порт Поти; впоследствии он был усилен немецкими войсками, переведёнными сюда с Украины и из Сирии, а также освобождёнными немецкими военнопленными и мобилизованными немцами-колонистами. Объединённые немецко-грузинские гарнизоны были дислоцированы в различных частях Грузии; военная помощь Германии позволила в июне 1918 г. ликвидировать угрозу со стороны российских большевиков, провозгласивших Советскую власть в Абхазии. Таким образом оказался нарушен договор, подписанный 9 февраля 1918 г. между Национальным советом Грузии и Народным советом Абхазии, зафиксировавший границу Абхазии с Грузией по реке Ингури и констатировавший, что «форма будущего политического устройства единой Абхазии должна быть выработана в соответствии с принципом национального самоопределения на Учредительном Собрании Абхазии».

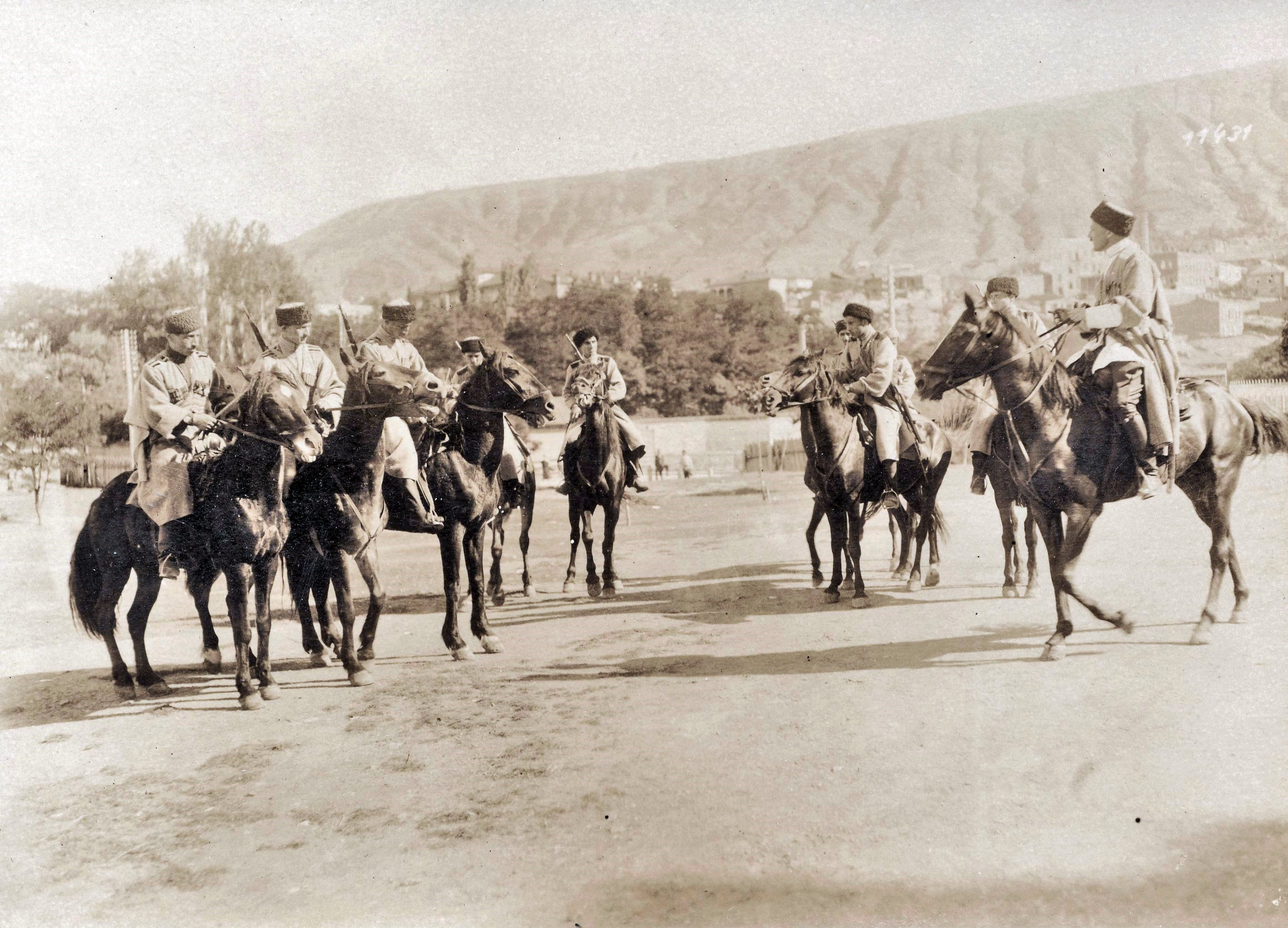
Грузинская кавалерия в 1918 году.

В результате дипломатического демарша Берлина турецкое наступление в Грузии было остановлено. 4 июня в Батуми был подписан договор, согласно которому Грузия отказывалась от претензий на Аджарию (Батумская область) с преимущественно мусульманским населением, а также города Ардаган, Артвин, Ахалцихе и Ахалкалаки. Подписание Германией соглашений с правительством Грузии означало фактическое признание грузинского правительства, однако до юридического признания дело так и не дошло — во многом из-за негативного отношения к этому со стороны Советской России.
В конце 1918 г, потерпев поражение в Первой мировой войне, Германия была вынуждена вывести свои войска из Грузии. Им на смену пришли англичане.
17 ноября 1918 года в Баку из Ирана прибыли английские войска под командованием генерала Томсона. В течение ноября-декабря ими были заняты стратегические пункты Закавказья — Баку, Тбилиси, Батуми, что позволило контролировать Закавказскую железную дорогу и поставки нефти и керосина из Баку. К концу декабря численность английских войск в Грузии достигла примерно 25 тыс., во всем Закавказье — 60 тыс.
Как отмечает А. Ментешашвили, «Англия вела двойственную политику на Кавказе. С одной стороны, помогала войскам Деникина, целями которого были восстановление „единой и неделимой“ России и борьба с большевиками, с другой — поддерживала иллюзии местных правительств, стремившихся с помощью Англии утвердить свой суверенитет. В зависимости от конкретных обстоятельств Лондон лавировал, действуя по принципу „разделяй и властвуй“, и до поры до времени это удавалось». Глава правительства Грузии Н. Жордания писал впоследствии в своих мемуарах: 

В то время враги сменяли один другого. С одной стороны, место ушедших турок заняли англичане, с другой — их союзники, Добровольческая армия… Английское командование представляло у нас не только интересы Англии, но также и интересы Деникина. Их главная миссия была упразднение независимости Грузии. Они предлагали нам союз и подчинение Деникину с обещанием, что после победы над большевиками Белая армия даст нам автономию… Мы не согласились. В отместку за это англичане устроили нам блокаду: никаких съестных припасов и вообще никаких сношений с Европой мы не могли иметь… Наша же цель была только одна — присоединение мусульманской Грузии, признание нашей независимости де-юре, наше вхождение в Лигу Наций и принятие нас под её покровительство.

Лазское ополчение

### Армяно-грузинская война
В декабре 1918 года, из-за контроля над армянонаселенными районами бывшей Тифлисской губернии Борчалы (Лори) и Ахалкалаки, произошёл короткий армяно-грузинский вооруженный конфликт.
Большую часть населения спорных уездов составляли этнические армяне, а их грузинское население представляло собой лишь незначительное меньшинство. Однако, в области Лори, Борчалинского уезда, находились богатейшие медные рудники, где один лишь Алавердский медно-химический комбинат производил 3800 тонны меди в год, что составляло одну четвертую часть выплавки меди всей Российской империи.
Сразу после вывода германо-турецких оккупационных сил грузинские войска вторглись в Борчалинский и Ахалкалакийские уезды. В начале декабря 1918 года грузины столкнулись с восстанием в Лорийском районе. Боевые действия начались 9 декабря и продолжались до 31 декабря.
16 декабря 1918 года все жившие в Грузии армяне мужского пола от 18 до 45 лет были объявлены военнопленными и помещены в концентрационный лагерь под Кутаисом.
Конфликт был урегулирован в январе 1919 года при посредничестве Великобритании — по соглашению, подписанному в Тифлисе, до решения Верховным советом Антанты вопроса о границах между Грузией и Арменией северная часть Борчалинского уезда передавалась Грузии, южная — Армении, а средняя (в которой находились Алавердские медные рудники) объявлялась «нейтральной зоной» и административно подчинялась английскому генерал-губернатору.
После установления советской власти в Грузии, весь район Лори был передан Армянской ССР. Также вопрос о принадлежности Ахалкалакского района был поднят ещё раз. Подавляющее большинство населения края выступало за присоединение края к Советской Армении. Вопрос сначала был обсужден на пленуме Кавбюро ВКП(б) 7 июля 1921 года, однако, по настоянию Сталина право принятия окончательного решения было передано ЦК КП Грузии. Согласно решению ЦК КП Грузии территория Ахалкалакского уезда (Джавахетия) была оставлена в составе республики Грузия по «экономическим причинам».

### Сочинский конфликт
Несмотря на то, что, в Черноморской губернии никогда в истории — ни тогда, ни ранее — не было никакого грузинского населения, в начале июля 1918 года грузинские войска пересекли границу Сочинского округа и приступили к аннексии российской территории. К 3 июля они заняли Гагры и Адлер. Выбив красных с позиций у реки Кудепста 5 июля, они вошли в Сочи. С 8 июля войска Красной Армии предпринимали попытки контратаковать, однако после серии боев с 15 по 26 июля грузинские войска полностью завладели инициативой и, после 12-часового боя, вошли 27 июля в Туапсе. Вся прибрежная территория к сентябрю 1918 года была оккупирована и объявлена «временно присоединенной к Грузии».
Наступление грузинской армии существенно облегчалось тем, что Кубано-Черноморская Советская республика была скована борьбой с ВСЮР.
Свои претензии на захваченные территория Грузия обосновывала своим контролем над ними во времена Давида Строителя и царицы Тамары.
Командование Вооруженных сил Юга России, боровшееся за сохранение единой и неделимой России, не могло допустить потери Россией г. Сочи, поэтому, как только положение на фронте против большевиков улучшилось, на проходивших 25 — 26 сентября в г. Екатеринодаре переговорах генерал Алексеев потребовал немедленно очистить российскую территорию.
Грузинская делегация во главе с министром иностранных дел Е. Гегечкори настаивала на включении Сочинского округа в состав Грузии, что было необходимо для «защиты грузинского населения от большевиков» (несмотря на то, что к данному моменту большевики уже были изгнаны из региона).
26 сентября переговоры между ВСЮР и Грузией были прерваны, и белые повели наступление на позиции грузинской армии. Войска генерала Деникина заняли Сочи, Адлер и Гагры. К 10 февраля 1919 года белые заставили отступить грузинскую армию за реку Бзыбь. Однако, командование белых от дальнейшего наступления в Грузию было вынуждено отказаться из-за угроз Англии разорвать отношения.
В январе 1919 года, на Парижской конференции, представители Грузии представили историческую карту границ государства времен правления царя Давида-Строителя и царицы Тамары, на которой территория Сочинского и Туапсинского округов входила в состав Грузии. На основании представленных исторических свидетельств, границей Грузии предполагалось считать р. Макопсе, расположенную в 14 км к юго-востоку от Туапсе.
В январе 1919 года, вследствие вызванного грузино-армянской войной межнационального конфликта и «из-за притеснений, чинимых грузинами» восстали армяне Сочинского уезда. Грузинские войска применили артиллерию против восставших армянских сёл. В ответ на просьбы армян о помощи, Деникин, несмотря на тяжёлые бои с Красной армией под Новочеркасском, нарушил соглашение с Великобританией и 24 января двинул войска на Сочи. Проигнорировав протесты англичан, Добровольческая армия, поддержанная ударами с тыла армянских ополченцев, вошла 6 февраля в Сочи, причем был пленен командующий войсками генерал Кониашвили. 8 февраля гарнизоны Сочи и Адлера сдались в плен, в их составе начальник грузинского штаба полковник Церетели. В общей сложности, в Сочи были пленены 700 солдат и 48 офицеров армии Грузии, а число убитых составило всего 7 человек белогвардейцев и 12 человек грузинских войск.
Этот период характеризовался началом антирусских действий грузинской администрации. Были конфискованы земли русских землевладельцев в Грузии (24 февраля 1919 года), арестованы активисты Русского национального совета в Тифлисе, военнослужащие. В Великий Четверг 1919 года грузинские власти опечатали и отобрали у русских прихожан кафедральный собор Тифлиса.

### Грузино-осетинский конфликт
В 1918—20 годах в Южной Осетии вспыхивают восстания.
«Юго-осетины» рассматривают грузинские действия по подавления восстания как акт геноцида. Согласно их версии, 387 мужчин, 172 женщины и 110 детей были убиты в результате целенаправленной резни; 1206 мужчин, 1203 женщины и 1732 ребёнка погибли во время боевых действий. Общее число погибших составили 4812, или 5279 человек по другому источнику, то есть 6-8 % от общей численности осетинского населения района.
В грузинских академических кругах отрицают обвинения в геноциде и считают цифры об количестве погибших преувеличенными.

### Внешнеполитические отношения сАзербайджанской Демократической Республикой
С Азербайджаном Грузия была на грани войны из-за Закатальского округа, населенного преимущественно лезгинами: 47,6 % лезгин, 14,7 % ингилойцев мусульман, большинство остальных — тюрки (азербайджанцы). Местное население склонялось к вхождению в состав Азербайджана, но,  несмотря на это грузинское правительство стало отстаивать претензии и на эту область. Грузия имела территориальные споры с Азербайджаном и в ряде уездов Тифлисской губернии. После ухода турецких войск из Закавказья по завершении Первой мировой войны и условиям Мудросского перемирия, Азербайджан стал претендовать на Карсскую и Батумскую области.

### 1919—1920

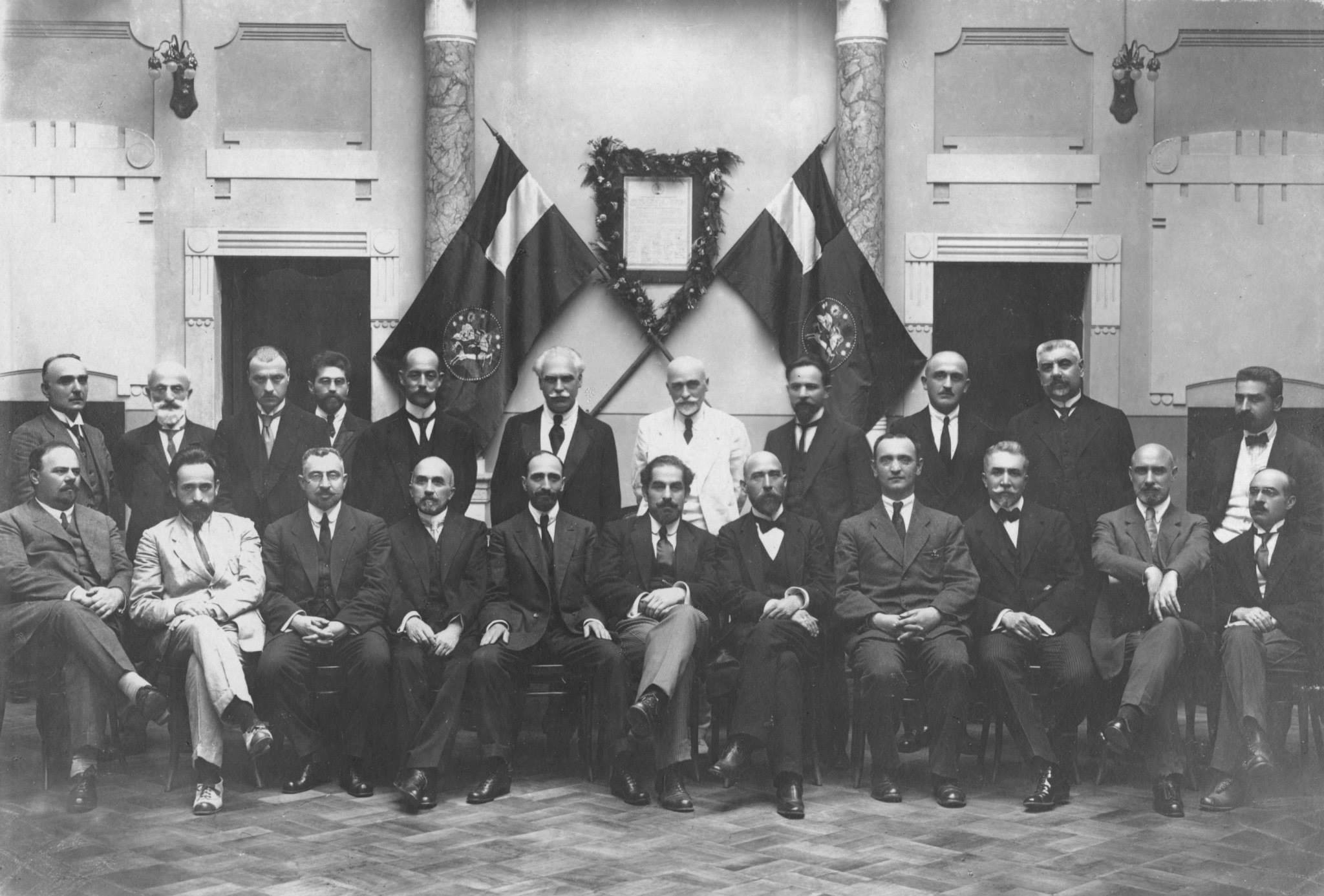
Правление национального банка Грузинской Демократической Республики.

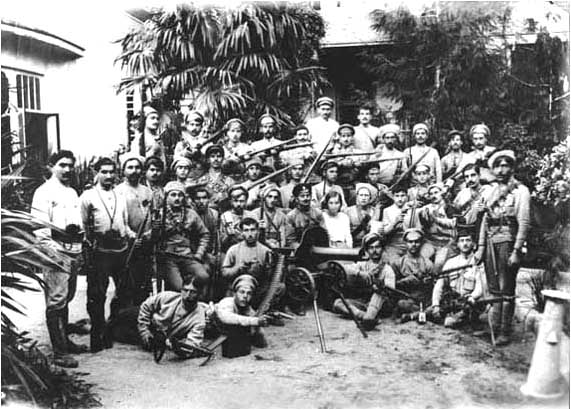
Народная гвардия Грузинской Демократической Республики.

В феврале 1919 года в Грузии были проведены всеобщие выборы и по их результатам сформировано однопартийное правительство социал-демократов («меньшевиков»), которое возглавил Н. Жордания.
Грузинское правительство вело переговоры с представителями США, надеясь на получение статуса подмандатной территории любой из великих держав, однако этого так и не произошло. В течение 1919 года страны Антанты отказывались признавать независимость Грузии и других закавказских республик, рассчитывая на то, что армии генерала Деникина удастся одержать верх в Гражданской войне.
Лишь 12 января 1920 году, когда стало известно о разгроме Деникина и приближении Красной Армии к Кавказу, Верховный совет Антанты (Франция, Великобритания и Италия) признал де-факто независимость Грузии и Азербайджана, а впоследствии и Армении, которые должны были стать буферными государствами между РСФСР и странами Востока. Позднее к этому решению присоединилась Япония. Что касается США, то они отказались одобрить постановление Верховного совета Антанты.
6 января 1920 года РСФСР предложила Грузии и Азербайджану вступить в переговоры о заключении военного соглашения против Деникина, однако Грузия не приняла этого предложения, ссылаясь на политику нейтралитета и невмешательства, и предложила начать переговоры по политическому урегулированию отношений с Советской Россией.
17 марта В. И. Ленин поставил Кавказскому фронту задачу овладеть Баку и установить в Азербайджане Советскую власть.
28 апреля, после установления в Азербайджане Советской власти, в грузинских газетах было опубликовано обращение председателя грузинского правительства Н. Жордания об объявлении мобилизации, учреждении Совета обороны, назначении главнокомандующего и объявлении Восточной Грузии на военном положении. Эти действия были вызваны опасениями, что 11-я Армия уже готова продолжить наступление на территорию Грузии.
В это время РСФСР готовилась к войне с Польшей, и поэтому в Москве уже шли конфиденциальные переговоры грузинского представителя Г. Уратадзе о заключении мирного договора. Война с Польшей и присутствие армии барона Врангеля в Крыму вынудили большевистское руководство запретить своим войскам в Азербайджане вторгаться в Грузию.
7 мая 1920 года в Москве был подписан Московский договор (РСФСР — Грузия, 1920) между РСФСР и Грузией. РСФСР стала первым крупным государством, признавшим Грузинскую Демократическую Республику де-юре и установившим с ней дипломатические отношения. По его условиям Советская Россия безоговорочно признавала независимость и самостоятельность Грузии и обязывалась не вмешиваться в её внутренние дела.
РСФСР обязывалась признать безусловно входящими в состав грузинского государства губернии и области бывшей Российской империи: Тифлисскую, Кутаисскую, Батумскую со всеми их уездами и округами, Закатальский и Сухумский округа, а также часть Черноморской губернии (южнее р. Псоу). Это положение впоследствии вызвало протесты со стороны Советского Азербайджана и Армении, которые претендовали на часть территории Тифлисской губернии и Батумской области (Армения) и Закатальского округа (Азербайджан).
Правительство Грузии обязывалось «немедленно разоружить и интернировать в концентрационных лагерях находящихся на территории Грузии к моменту подписания настоящего договора, буде таковые окажутся, или имеющие впредь перейти в её пределы военные и военно-морские силы, команды и группы, претендующие на роль правительства России или части его, или на роль правительства союзных с Россией государств, а равно представительства и должностные лица, организации и группы, имеющие своей целью низвержение правительства России или союзных с ней государств», принять меры к удалению со своей территории войск и военных отрядов, не входящих в состав правительственных войск Грузии.
Согласно секретному приложению к договору, Грузия обязывалась легализовать коммунистические организации, признав за ними «право свободного существования и деятельности, в частности, право свободного устройства собраний и право свободного издательства (в том числе органов печати)».
Стороны обменялись дипломатическими представителями (полпредом РСФСР в Грузии стал С. М. Киров). Сразу же после этого Грузия попыталась выяснить возможность вступления в Лигу Наций.
В декабре 1920 года Грузии было отказано во вступлении в Лигу Наций. При этом было замечено что границы Грузии не могут считаться окончательно установленными. В январе 1921 года Грузия была признана де-юре: по одним данным, Лигой Наций, по другим — государствами Антанты.

### Оккупация Грузии
12 февраля 1921 года войска РСФСР с трёх направлений без объявления войны вторглись в Грузию. 25 февраля части 11-й армии вошли в Тифлис. В город прибыл «Грузинский ревком» созданный из членов РКП(б), преобразованный в этот же день в СНК Грузинской ССР. В конфликт вмешалась также Турция. 17 марта в Кутаисе министр обороны Грузии Григол Лордкипанидзе и полномочный представитель РСФСР Авель Енукидзе заключили перемирие, а 18 марта — соглашение, позволявшее Красной Армии занять Батуми, освобождённый от турок войсками Грузинской Демократической республики. 18 марта 1921 г., после эмиграции грузинского правительства власть в Грузии фактически перешла в руки большевиков. В эмиграции грузинскими властями было образовано правительство Грузинской Демократической Республики в изгнании.

## Территориальное устройство

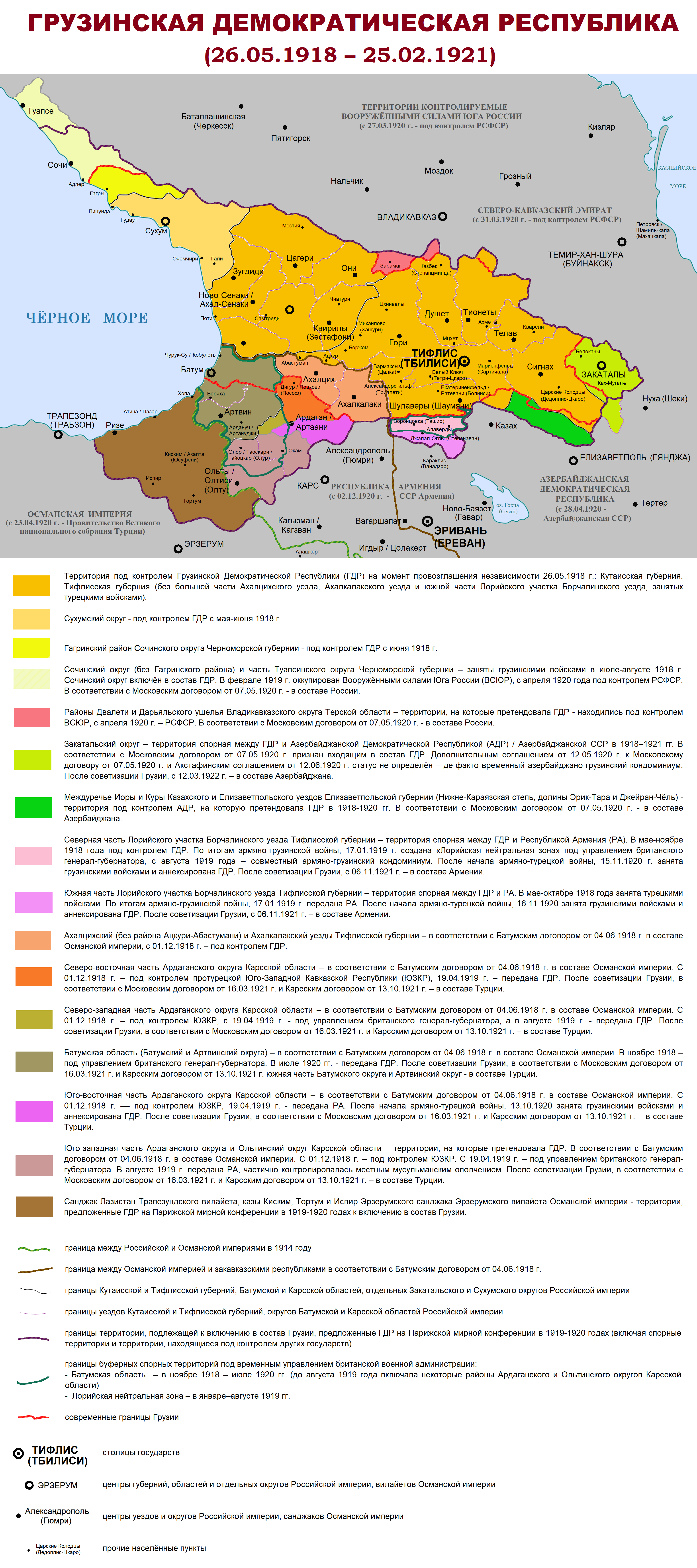
Карта изменения территории Грузинской Демократической Республики в 1918—1921 годах.

Границы Грузинской Демократической Республики установлены договором от 7 мая 1920 г.: на севере — с Советской Россией и Горской республикой, на юге — с Османской империей, Арменией и Азербайджаном.

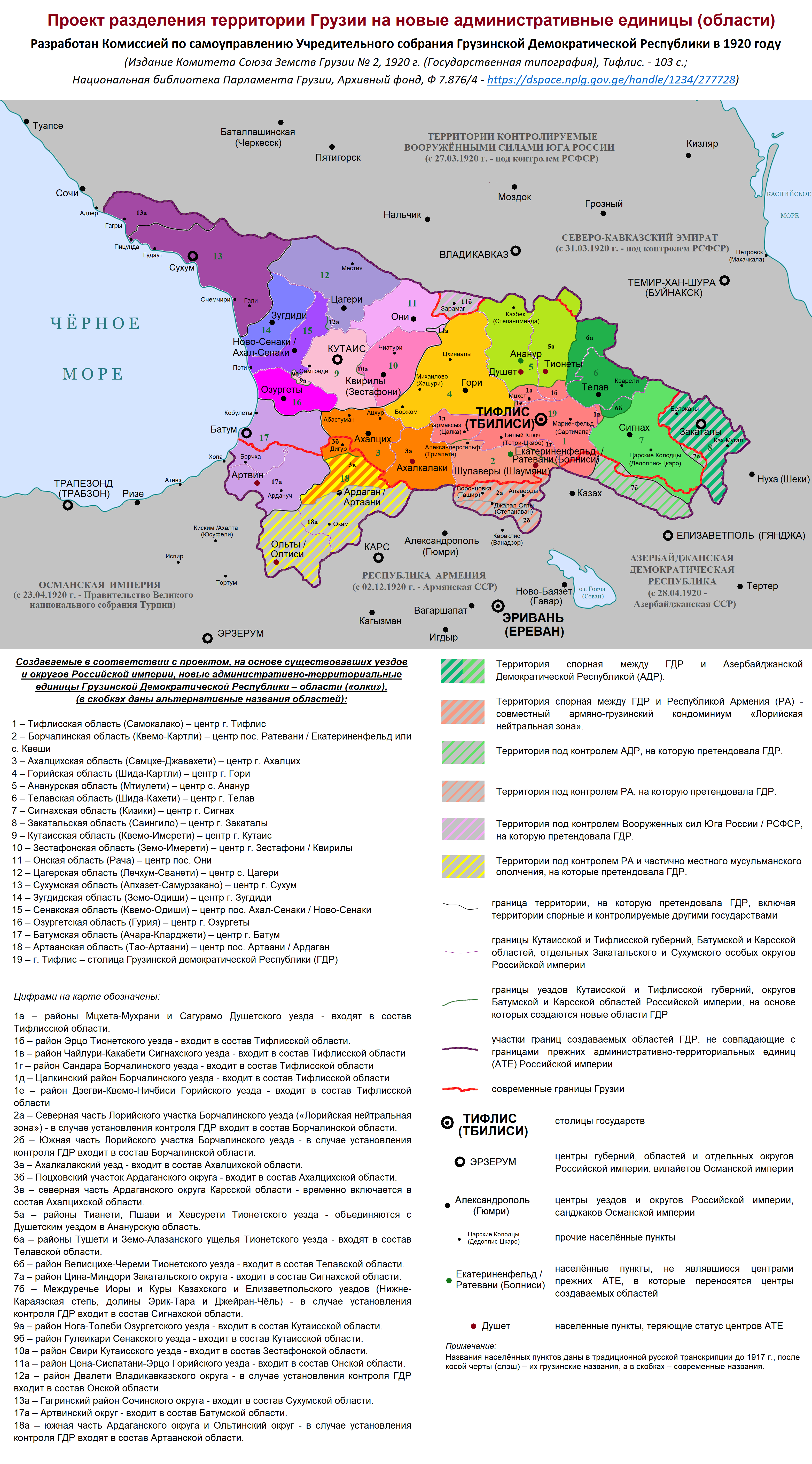
Карта Проекта разделения территории Грузии на новые административные единицы (области) в 1920 г.

Во время Грузинской демократической республики в соответствии с Проектом разделения территории Грузии на новые административные единицы (области), разработанном Комиссией по самоуправлению Учредительного собрания Грузинской Демократической Республики в 1920 году было ликвидировано деление на губернии и области, сохранились уезды и округа, переименованные в области. Названия областей в основном были предложены по названиям их административных центров. Были внесены незначительные изменения в их границы и несколько прежних уездов и округов были объединены: Батумский и Артвинский округа — в Батумскую область, Ахалцихский и Ахалкалакский уезды — в Ахалцихскую область, Душетский и Тианетский уезды в Ананурскую область. Кроме того, были созданы три автономных образования: Абхазская автономия (Сухумская область), Автономия Мусульманской Грузии (Батумская область) и Закатальская область. Было введено двухуровневое местное самоуправление: 18 областей и приравненная к ним столица Грузии — г. Тифлис (Тбилиси) на региональном уровне и 356 городов и общин на местном уровне. Южная часть Ардаганского округа и Ольтинский округ — в случае установления над ними контроля ГДР входят в состав создаваемой Артаанской области.
Создаваемые в соответствии с проектом, на основе существовавших уездов и округов Российской империи, новые административно-территориальные единицы Грузинской Демократической Республики — области («олки») (в скобках даны альтернативные названия областей):
1. Тифлисская область (Самокалако) — центр г. Тифлис
2. Борчалинская область (Квемо-Картли) — центр пос. Ратевани / Екатериненфельд или с. Квеши
3. Ахалцихская область (Самцхе-Джавахети) — центр г. Ахалцих
4. Горийская область (Шида-Картли) — центр г. Гори
5. Ананурская область (Мтиулети) — центр с. Ананур
6. Телавская область (Шида-Кахети) — центр г. Телав
7. Сигнахская область (Кизики) — центр г. Сигнах
8. Закатальская область (Саингило) — центр г. Закаталы
9. Кутаисская область (Квемо-Имерети) — центр г. Кутаис
10. Зестафонская область (Земо-Имерети) — центр г. Зестафони / Квирилы
11. Онская область (Рача) — центр пос. Они
12. Цагерская область (Лечхум-Сванети) — центр с. Цагери
13. Сухумская область (Апхазет-Самурзакано) — центр г. Сухум
14. Зугдидская область (Земо-Одиши) — центр г. Зугдиди
15. Сенакская область (Квемо-Одиши) — центр пос. Ахал-Сенаки / Ново-Сенаки
16. Озургетская область (Гурия) — центр г. Озургеты
17. Батумская область (Ачара-Кларджети) — центр г. Батум
18. Артаанская область (Тао-Артаани) — центр пос. Артаани / Ардаган. Артаанская область планировалась к созданию в случае установления контроля Грузии над южной частью Ардаганского округа и Ольтинским округом Карсской области.
19. г. Тифлис — столица Грузинской Демократической Республики.

### Комментарии
1. ↑  с сентября 1918 года
2. ↑  (с 7 мая 1920 года)
3. ↑  Польско-грузинский союз
4. ↑  28 мая 1918 года — конец 1918 года
5. ↑  с 12 января 1920 года
6. ↑  с 12 января 1920 года
7. ↑  с 12 января 1920 года

## Известные работы
- Hovannisian R. G. The Republic of Armenia: The first year, 1918-1919. — University of California Press, 1971. — 547 p. (Volume II (1982), Vols. III & IV (1996))
- Автандил Ментешашвили Из истории взаимоотношений Грузинской Демократической Республики с Советской Россией и Антантой. 1918—1921 гг.